# Nome
Nome (inupiat nyelven Sitnasuaq) a 20. század elején Alaszka legnépesebb városa volt, lakossága az aranyláz elmúltával a 12 488 főről (1900-as mérés) 3576-ra csökkent (2008-as adat). A Seward-félsziget déli partján helyezkedik el.

## Története
Az európai telepesek megérkezéséig Alaszka nyugati partjának ezen részét inupiatok lakták, de állandó településük nyomaira eddig nem bukkantak. 1898-ban három svéd, Jafet Lindberg, Erik Lindblöm és John Brynteson aranyat fedezett fel az Anvil-patakban. A lelet híre még azon a télen eljutott Klondike-ba. 1899-ben az új város lakossága már tízezer fő volt. Ebben az évben újabb lelőhelyet találtak, a tengerparton. 1900 tavaszán Seattle és San Francisco kikötőiből több ezer aranyásó indult északra; sátorvárosuk a Rodney-foktól a Nome-fokig húzódott, 48 km hosszan. Az 1900-as népszámláláskor 12 488 főt írtak össze, ezzel Nome volt Alaszka legnagyobb városa. A huszadik század első évtizedében lakossága valószínűleg a húszezret is elérte.
1925-ben a területen diftériajárvány tört ki. A megfékezéséhez szükséges oltóanyagot kutyaszánokkal juttatták el a több mint ezer kilométerre lévő Nenanából Nome-ba, mindössze öt és fél nap alatt, a legkeményebb időjárási körülmények között. Az ún. szérumfutás (1925 serum run to Nome vagy Great Race of Mercy) emlékére rendezik az Iditarod kutyaszánhajtó-versenyt 1973 óta (részben azonos útvonalon), valamint az eredeti útvonalat bejáró Serum Run 25 túrát, 1997 óta.
A második világháború alatt a land-lease program keretében a Szovjetunióba hadianyagot szállító repülőgépek utolsó állomása Nome volt, ahol csapatok is állomásoztak; a jelenlegi repülőtér kifutópályája ekkor épült, a várostól közvetlenül nyugatra.
Az 1905-ös és 1934-es tűzvészek és az 1900-as, 1913-as, 1945-ös és 1974-es viharok Nome eredeti épületeinek túlnyomó részét elpusztították. Az egykori fogadó, a Discovery Saloon ma magántulajdonban van, de helyreállítása után a város nevezetességévé válhat.

## A város neve
A Nome-fok egy félreértés eredményeként kapta a nevét, az 1850-es években: egy brit térképész a Bering-szoroson hajózó és arról térképet készítő tiszt egyik jelölését olvasta félre. Az eredetin a még névtelen fok mellett a ? Name (? név) jelzés olvasható, melyet a térképkészítő C. Nome-nak (C[ape] Nome, vagyis Nome-fok) olvasott.
1899 februárjában a mai város közelében földterülettel bíró és bányászati jogokra igényt tartó 42 aranyásó megegyezett, hogy táboruk nevét Nome-ról Anvil Cityre változtatják, hogy ne lehessen összekeverni a majd' húsz kilométerre fekvő Nome-fokkal, illetve a 6,5 km-re fekvő Nome-patakkal. Az Egyesült Államok Postahivatalának itteni kirendeltsége azonban nem volt hajlandó nevet változtatni, mivel az Anvil nagyon hasonlított a Yukon alsó folyásánál fekvő Anvik falu nevére. Amikor a Nome-patak mellett egy másik településkezdemény is létrejött, szintén Nome City néven, az anviliek attól tartottak, a posta oda költözik, így az eredeti név használata mellett döntöttek.
Egy másik magyarázat szerint a Nome-fok, és így a város neve a norvégiai Nome város nevéből származik.

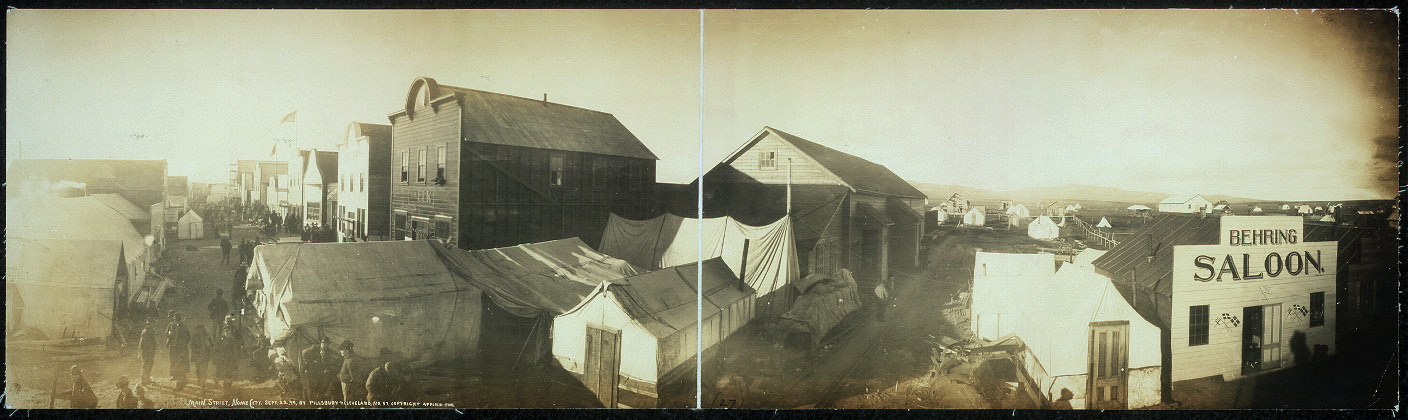
A Main Street 1899 szeptemberében

## Népesség
| 2010 | 3 598 |
| 2020 | 3 699 |